# Gruta do Caldeira
A Gruta do Caldeira é uma gruta portuguesa localizada na freguesia dos Biscoitos, concelho da Praia da Vitória, ilha Terceira, arquipélago dos Açores.
Esta cavidade apresenta uma geomorfologia de origem vulcânica em forma de tubo de lava localizado em encosta. Apresenta um comprimento de 148 m. por uma largura máxima de 5.6 m. e uma altura também máxima de 2.6 m.

## Espécies observáveis[2]
- Trechus terceiranus Coleoptera Carabidae
- Pseudosinella ashmoleorum Collembola Entomobryidae
- Pseudosinella azorica Collembola Entomobryidae